# Gibson Byrdland
Byrdland je elektrická kytara, vyrobená firmou Gibson. Jeho jméno pochází od jmen kytaristů Billy Byrd a Hank Garland, pro něž byla kytaru původně postavená na zakázku.